# Opus tessellatum
L'opus tessellatum è una tecnica medievale (ma già in uso nell'antichità) di ornamentazione dei pavimenti, che consiste nell'assemblaggio di piccoli frammenti multicolori chiamati tessere (in latino tessella) di marmo, pietra, pasta di vetro, ceramica o altri materiali duri. Le tessere sono tenute insieme con una malta e disposte su un supporto (o letto di posa) che ha uno spessore che va dai 3 ai 15 centimetri ed è costituito da un mix di legante ed aggregato misto a ciottoli disposti in uno, due o tre strati. Lo strato superiore traspare spesso in superficie quando le tessere non sono accostate l'una all'altra in maniera perfetta.
Le tessere, a posa terminata, formano un disegno geometrico, floreale oppure figurato.
Nel pavimento spesso troviamo l'alternanza di questa tecnica con quella detta "opus sectile" (solo lastrine di marmo). In questo caso la diversa durezza dei materiali rende necessaria una lucidatura finale.
Un esempio di alternanza di questi due metodi si può trovare nella Basilica di San Marco a Venezia.

## Galleria d'immagini

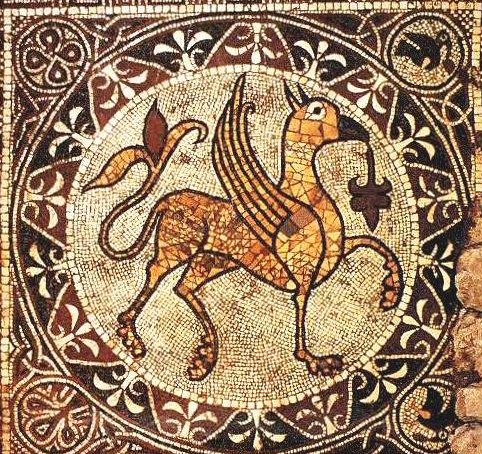
Il mosaico della cattedrale di Bitonto, esempio di opus tessellatum alternato ad opus sectile.